# Föhn (Band)
Föhn ist eine 2016 gegründete Funeral-Doom-Band.

## Geschichte
Die Grundidee zu Föhn entstand zu Beginn des Jahres 2016 basierend auf Erlebnissen des Multiinstrumentalisten von Shattered Hope Georgios Schoinianakis. Auf einer Reise in Indonesien sah er sich mit Zerstörung und Armut konfrontiert. Der Anblick von Straßenkindern brachte ihn in Überlegungen hinsichtlich verlorener Unschuld. Aus diesem Eindruck gründete er gemeinsam mit dem Sänger Nikos Vlachakis die Band Föhn. Das Duo verband eine langjährige enge Freundschaft sowie musikalische Kooperationen über 15 Jahre. Gemeinsam mit dem Bassisten Georgios Miliaras formierten sie die Band, in der sich Schoinianakis dem Komponieren der widmet, während Vlachakis die Texte verfasst und vorträgt. Die inhaltliche Grundkonzeption blieb der Themenkomplex verlorener Unschuld.
Bis zum ersten Demo vergingen nach der Bandgründung dabei mehrere Jahre. Eine erste Version des Stücks A Day After erschien im März 2022 als Download via Bandcamp im Selbstverlag. Föhn schloss einen Vertrag mit Hypaethral Records und These Hands Melt ab und nahm das Debütalbum Condescending von Januar bis Mai 2023 im Timeless Recording Studios in Eleusis unter der technischen Leitung von Babis Tzanidakis auf. Abmischung und Mastering übernahm Greg Chandler von Esoteric in seinen Priory Recording Studios. Als Gastmusiker traten der Sänger Alexandros Sismanidis, und die Saxophonisten Viktor Karamanis und Dimitris Pantelias auf. Chandlers Beitrag zum Album wird dabei in manchen Besprechungen lobend hervorgehoben. Seine Abmischung und sein Mastering würden dem Album einen tiefen, klaren, satten und organischen Klang verleihen. „[D]ie Riffs fühl[t]en sich verdammt fett an und das Schlagzeug wirk[e] geradezu lebendig und aggressiv“.
Das Album wurde am 23. August 2024 über Hypaethral Records und These Hands Melt in diversen Formaten veröffentlicht und international wohlwollend, bis hin zum Urteil als bestes Funeral-Doom-Album des Jahres, rezipiert. Michael Büttgen schrieb für Betreutes Proggen, dass die Band „kurzweiligen und mitreißenden Funeral Doom“ präsentiere der sich mit „kleineren Avant Jazz-Einflüssen und folkloristischen Einsprengseln […] wohltuend von der Konkurrenz“ abhebe. Auch Steel Druhm von Angry Metal Guy lobte Condescending als ein „sehr gelungenes Debüt“, das das Stereotyp des Funeral Doom aufgreife „und gerade genug Innovation“ hinzufüge, um sich in der Masse abzuheben. Der Band sei es „eindeutig“ gelungen so viel wie möglich aus den musikalischen Grenzen des Genres herauszuholen und dabei mit einer handwerklich pointierten Präsentation zu punkten schrieb Terra Asymmetry für Mystificationzine. Noch weiter, hinsichtlich der Genregrenzen ging Matt Cook in seiner Besprechung für Ghost Cult Mag.

„Fohn is a must-listen if not simply for the wealth of juxtaposition which is so admirably balanced and blended. It’s unabashedly Funeral Doom that pushes the boundaries of a subgenre that seemingly had none.“

„Föhn muss man einfach hören, und sei es nur wegen der Fülle an Nebeneinanderstellungen, die bewundernswert ausbalanciert und vermengt sind. Es ist ein unverschämter Funeral Doom, der die Grenzen eines Subgenres auslotet, das scheinbar keine besaß.“

Dem Gegenüber schrieb Kai in einer Gastrezension für das Webzine Bleeding4Metal, dass der im Pressetext benannte „Avantgarde-Anteil hier ein überhöhtes Etikett“ sei und Condescending vielmehr als ein „fantastisches Stück Funeral Doom“ betrachtet werden könne, „das viel Traditionsbewusstsein, gepaart mit einem ausgeprägten Willen, sich nicht beschränken zu wollen beweist.“

## Stil
Die von Föhn gespielte Musik wird als „tief düstere[r]“ sowie als „eleganter und melodischer Funeral Doom“ beschrieben. Als Vergleichsgrößen werden insbesondere Esoteric angeführt. Für Nuancen und spielerische Details wird in Besprechungen hinzukommend auf Interpreten wie Station Dysthymia, Ceremonic Buryment, Ataraxie und Mournful Congregation verwiesen. Insbesondere das spielerische Element „Töne und Rhythmusanschläge bis in die Zersetzung aushallen zu lassen“ habe Föhn mit Mournful Congregation gemein. Auch das langsame und leicht raue Gitarrenspiel erinnere an das Frühwerk von Mournful Congregation und orientiert sich in Tempo und Sounddesign, eher am „klassischen Spektrum des Funeral Doom“. So seien Grundzüge des Funeral Doom wie tiefes Growling, reduziertes Tempo und der Fokus auf die Atmosphäre stets präsent und wesentlich im Klang der Band.
Die Idee eines Crossovers von Funeral Doom mit Elementen des Dark Jazz habe Föhn hingegen mit Abyssal und Starboard gemein. Dieser musikalische Einfluss aus dem Dark Jazz sorge „für interessante Texturen, manchmal alptraumhaft, manchmal beruhigend und immer atmosphärisch.“ Durch das anfangs dissonante und zum Teil atonale Saxophonspiel würde die „monolithische“ und „langgestreckte“ Musik „leicht aufgehellt“. So baut die Band „manische, verstörende Saxophon-Blasts“ ein. Dabei nutze Föhn eine auffallende Dynamik. Diese Dynamik läge dabei abseits des stereotypen Wechselspiels des Post-Metal von Laut und Leise.

## Diskografie
- 2022: A Day After (Demo, Selbstverlag)
- 2024: Condescending (Album, Hypaethral Records/These Hands Melt)